# Dick Armey
Richard Keith „Dick” Armey (ur. 7 lipca 1940 w Towner) – amerykański ekonomista i polityk, wieloletni członek Izby Reprezentantów, w latach 1995–2003 lider większości, współautor Kontraktu z Ameryką, jeden z głównych autorów sukcesu Republikanów, którzy w latach 90. dominowali w obu izbach Kongresu. Obecnie przewodniczący organizacji FreedomWorks oraz członek władz firmy prawniczej DLA Piper.